# Arthur Rubinstein
Arthur Rubinstein, ibland stavat Artur Rubinstein, född 28 januari 1887 i Łódź, som då tillhörde det ryska kejsardömet, numera beläget i Polen, död 20 december 1982 i Genève, Schweiz, var en polsk-amerikansk pianist, uppvuxen med en stark judisk identitet. Vid sin bortgång beskrevs han i New York Times som en av 1900-talets främsta pianister och tolkare av Frédéric Chopins pianomusik.

## Biografi
Rubinstein började spela piano redan vid tre års ålder. Som åttaåring gav han sitt första framträdande. 
Han studerade piano, violin och komposition i Warszawa och Berlin, och debuterade i Berlin år 1900, tolv år gammal. Han väckte stor uppmärksamhet redan 1905 vid en konsert i Paris och påföljande år turnerade han runt i USA. 
Hans temperamentsfulla spel och hans virtuosa skicklighet gjorde att han blev populär och framträdde med världens främsta symfoniorkestrar och gav konserter världen över ända upp i 89-årsåldern. Han specialiserade sig på musik av Frédéric Chopin, Claude Debussy och spanska kompositörer.
Rubinstein hade fotografiskt minne av största delen av sin repertoar och enligt sin självbiografi studerade han in César Francks 'Variations Symphoniques' (Symfoniska variationer) under tågresan till konserten, utan tillgång till ett piano.
Han var även mycket språkbegåvad och talade åtta språk flytande. Han blev amerikansk medborgare 1946.

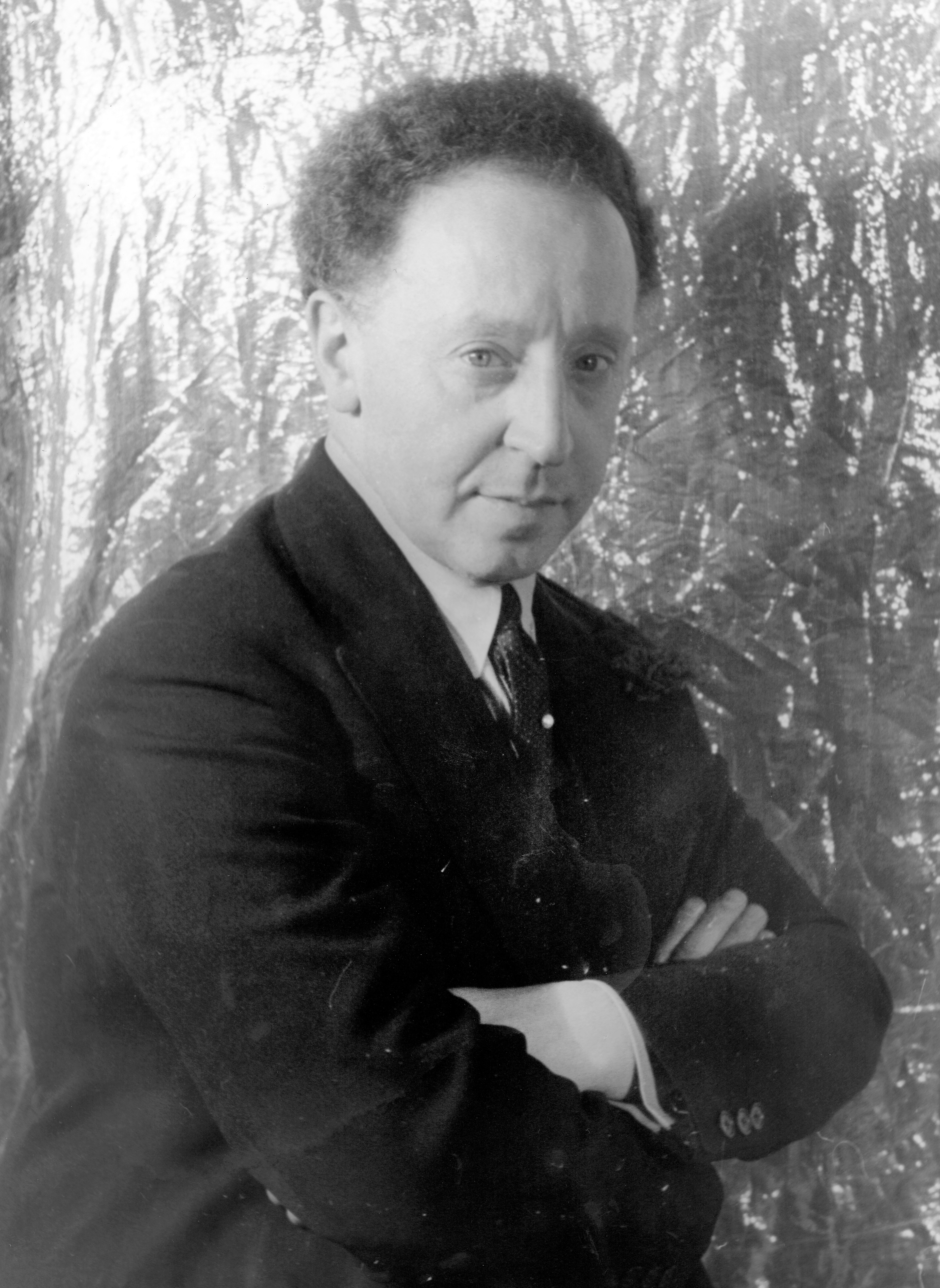
Arthur Rubinstein 1937. Foto: Carl Van Vechten

## Utmärkelser
- Royal Philharmonic Society Gold Medal,  1961
- Storkorset av Alfons X den vises orden,  1963[8]
- Léonie Sonnings musikpris,  1971
- Presidentens frihetsmedalj,  1976[9]
- Kennedy Center Honors,  1978
- Grammy Lifetime Achievement Award,  1994
- Kommendör av 1 klass av Brittiska imperieorden
- Officer av Sankt Jakobs Svärdsorden[10]
- Stjärna på Hollywood Walk of Fame
- Storkorsriddare av Republiken Italiens förtjänstorden
- Storofficer av Sankt Jakobs Svärdsorden[10]
- Officer av Leopoldorden
- Grammy Award
- Storofficer av Hederslegionen
- Kommendör av Polonia Restituta
- Officer av Polonia Restituta

[Redigera Wikidata]